# 門間貴志
門間 貴志（もんま たかし、1964年3月17日 - ）は、日本の映画研究者、明治学院大学文学部芸術学科教授。

## 来歴
秋田県潟上市生まれ。秋田県立秋田西高等学校を経て、1986年多摩美術大学美術学部芸術学科卒業。在学中は映像演出研究会で8ミリ映画を制作。1986年よりシードホール（西武百貨店渋谷店）にて映画上映、美術展、演劇公演の企画運営スタッフとして勤務。1995年、BOX東中野勤務、山形国際ドキュメンタリー映画祭フィルム・コーディネーターなどを経て、2003年より明治学院大学助教授、2017年より現職。別名、懐田荘一。

## 著書

### 単著
- 『フリクショナル・フィルム読本① アジア映画にみる日本Ⅰ 中国・香港・台湾編』（社会評論社、1995年）
- 『フリクショナル・フィルム読本② アジア映画にみる日本Ⅱ 韓国・北朝鮮・東南アジアほか編』（社会評論社、1996年）
- 『フリクショナル・フィルム読本③ 欧米映画にみる日本』（社会評論社、1995年）
- 『朝鮮民主主義人民共和国映画史 建国から現在までの全記録』（現代書館、2012年）

### 共編著
- 『アジア映画の森 新世紀の映画地図』（作品社、2012年、石坂健治・市山尚三・野崎歓・松岡環と監修）